# 樽見鉄道うすずみ1形客車
樽見鉄道うすずみ1形客車（たるみてつどううすずみ1がたきゃくしゃ）は1989年（平成元年）に国鉄トキ25000形貨車から2両が改造された樽見鉄道の観光用客車である。淡墨桜見物客輸送の列車に使用され、2005年（平成17年）に廃車された。

## 概要
1989年（平成元年）3月25日に樽見鉄道樽見線神海駅 - 樽見駅間が延伸開業し、樽見駅付近にある薄墨桜見物客輸送やその他イベント列車用として観光用車両を導入することが計画され、当初は2軸無蓋貨車を改造することも検討されたが、車体がより大きいボギー式のトキ25000形無蓋貨車を改造して2両が投入された。車内にはテーブル付ボックスシートが設置された。初年度は日本国有鉄道（国鉄）オハフ33形客車を購入して改番したオハフ500形と編成を組んだが、2年目からは四国旅客鉄道（JR四国）オハフ50形客車を購入、改番したオハフ800形に、1994年（平成6年）からは東海旅客鉄道（JR東海）12系客車を購入、改番したオハ1000形、スハフ1100形に連結相手が変わっている。1990年（平成2年）からは牽引機TDE102も専用塗装に変更され、一般公募による「うすずみファンタジア」の愛称がつけられた。2006年（平成18年）3月に樽見鉄道の貨物列車、機関車牽引客車列車が廃止されるのに先立ち、2005年（平成17年）3月に廃車された。

## 車体
トキ25000形トキ29102、トキ20107の台枠、走行装置を流用し、車体は新製された。2軸貨車から改造することも検討されたが、より大きな車体をもつボギー車からの改造となった。13 m強の車体長を最大限活用するため、出入口は設置されず、隣接する車両を経由して乗降するが、車体中央部に非常口が設けられている。客用窓は高さ1,100 mmの横引き式サッシが15枚設置された。屋根両側肩部にも150 mm幅の天窓が設けられている。車体外部は地元出身の画家伊藤嘉晃のデザインにより、シルバーグレーの外壁に、根尾川を表す青い線と薄墨桜を表すピンクのライン、「Tarumi」の文字が描かれた。
客席は車体中央に設けられた通路より200 mm高い位置に設けられ、幅300 mmのテーブルを挟んだ4掛けのボックスシート左右各8組と、非常口部分に2人掛け席左右各1組が設けられた。

## 走行装置
台車はトキ25000形のTR213（コイルばね、軸受固定支持）が流用された。制動装置は自動空気ブレーキである。

## 運用
樽見鉄道が全線開業した1989年（平成元年）以降、樽見駅近隣にある薄墨桜見物用の臨時列車として運用された。他の客車と編成を組んで使用されたが、連結相手はオハフ500形（1989年）、オハフ800形（1990年- 1993年）、オハ1000形・スハフ1100形（1994年以降）と変更されている。1990年（平成2年）には一般公募により「うすずみファンタジア」の愛称がつけられ、牽引機TDE102、オハフ800形が専用塗装となった。観桜シーズン以外は北方真桑駅に留置されていた。2006年（平成18年）3月に樽見鉄道の機関車牽引列車が廃止されるのに先立ち、2005年（平成17年）3月に廃車された。

### 雑誌記事
- 『鉄道ピクトリアル』通巻534号「新車年鑑1990年版」（1990年10月・電気車研究会）
  - 藤井 信夫・大幡 哲海・岸上 明彦「各社別車両情勢」 pp. 68-72
  - 樽見鉄道（株）技術部長 大橋 邦典「樽見鉄道 うすずみ1形」 pp. 180-197
  - 「1989年1月-3月・1989年度に開業した鉄道・軌道」 pp. 252
  - 「民鉄車両諸元表」 pp. 284-287
  - 「1990年度車両動向」 pp. 287-302

- 『鉄道ピクトリアル』通巻678号「特集 譲渡車両」（1999年12月・電気車研究会）
  - 鉄道ピクトリアル編集部「現有旅客用譲渡車両一覧」 pp. 62-68

- 『鉄道ピクトリアル』通巻757号「特集 12系・14系座席客車」（2005年2月・電気車研究会）
  - 服部 朗宏「私鉄へ行った12系・14系客車」 pp. 28-32

- 『鉄道ピクトリアル』通巻767号「鉄道車両年鑑2006年版」（2006年10月・電気車研究会）
  - 岸上 明彦「2005年度民鉄車両動向」 pp. 118-140
  - 「各社別新造・改造・廃車一覧」 pp. 205-220

### Web資料
- “台車近影 TR213/樽見鉄道うすずみ1形”.   鉄道ホビダス (2006年2月3日). 2017年7月11日閲覧。